# Diecezja Celaya
Diecezja Celaya (łac. Dioecesis Celayensis) – diecezja Kościoła rzymskokatolickiego w Meksyku, sufragania archidiecezji León.

## Historia
13 października 1973 roku papież Paweł VI konstytucją apostolską Scribae illi Evangelico erygował diecezję Celaya. Dotychczas wierni z tych terenów należeli do archidiecezji Morelia.

## Główne świątynie
- Katedra: Katedra Niepokalanego Poczęcia Najświętszej Maryi Panny w Celaya

## Biskupi diecezjalni
- Victorino Alvarez Tena (1974–1987)
- Jesús Humberto Velázquez Garay (1988–2003)
- Lázaro Pérez Jiménez (2003–2009)
- Benjamín Castillo Plascencia (2010–2021)
- Víctor Alejandro Aguilar Ledesma (od 2021)